# Kenny Cresswell
Kenneth Grant Cresswell (Invercargill, 4 giugno 1958) è un allenatore di calcio ed ex calciatore neozelandese, di ruolo centrocampista.

## Carriera

### Calciatore

#### Club
Iniziò la carriera al Nelson United, club con il quale vinse la Chatham Cup del 1977.
Nel 1981 passa al Gisborne City, club con il quale vince il campionato neozelandese del 1984 e la Chatham Cup del 1987.

#### Nazionale
Vestì la maglia della Nuova Zelanda in trentatré occasioni ufficiali, segnando due reti, esordendo nella vittoria per gli All Whites contro la Singapore, il 1 ottobre 1978.
Fece parte della rosa All whites che partecipò ai Mondiali spagnoli del 1982, disputando tutti e tre gli incontri che i kiwi giocarono in terra iberica.

### Allenatore
Ha allenato il Southern United nella massima serie neozelandese tra il 2013 ed il 2015, senza mai riuscire a raggiungere i playoff per il titolo. 

## Palmarès

### Club

#### Competizioni nazionali
- Campionato neozelandese: 1

Gisborne City: 1984
- Chatham Cup: 2

Nelson Utd: 1977
Gisborne City: 1987